# نیدرتاوف کیرشن
نیدرتاوف کیرشن (به آلمانی: Niedertaufkirchen) یک شهر در آلمان است که در بایرن واقع شده‌است.

## خصوصیات
نیدرتاوف کیرشن ۲۶٫۶۹ کیلومترمربع مساحت دارد ۴۴۲ متر بالاتر از سطح دریا واقع شده‌است.